# Panotrogus inexpectatus
Panotrogus inexpectatus är en skalbaggsart som beskrevs av Keith 2001. Panotrogus inexpectatus ingår i släktet Panotrogus och familjen Melolonthidae. Inga underarter finns listade i Catalogue of Life.